# Emanuel von und zu Liechtenstein

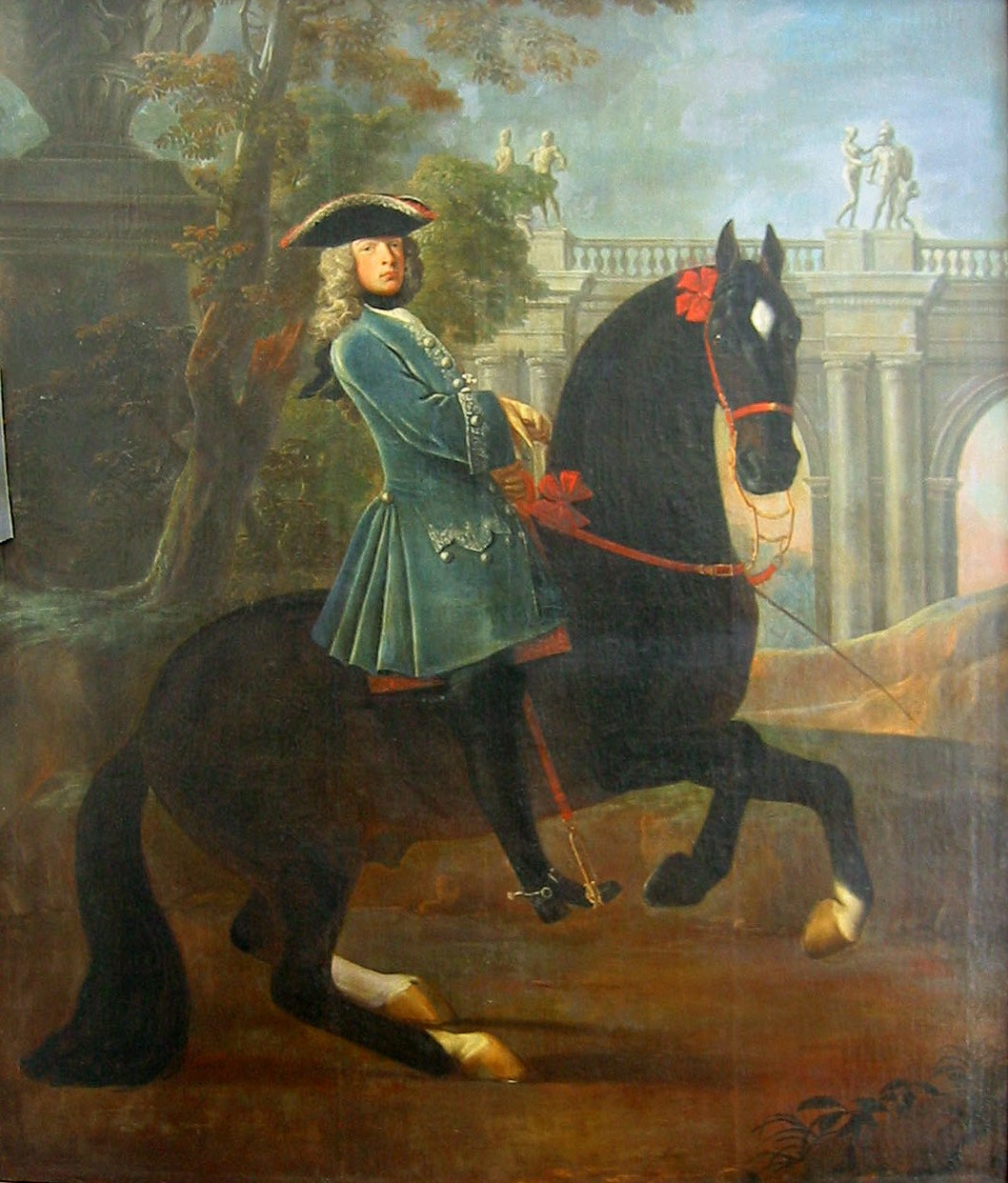
Reiterbildnis des Fürsten Emanuel von Liechtenstein (Gemälde von Philipp Ferdinand de Hamilton)

Fürst Emanuel von und zu Liechtenstein (Emanuel Joseph Johann; * 2. Februar 1700 in Wien; † 15. Januar 1771 ebenda) war Obersthofmeister der Kaiserin Amalie Wilhelmine.

## Biografie
Liechtenstein war der zweite Sohn des Fürsten Philipp Erasmus von Liechtenstein (1664–1704) und dessen Gattin Christina Theresia, geborene Gräfin zu Löwenstein-Wertheim (1665–1730). Er ging in kaiserliche Kriegsdienste und stieg bis 1722 im Dragonerregiment Bayreuth zum Hauptmann auf. Am 1. Juni 1722 kam es zwischen seinem Vetter Fürst Joseph I., seinen beiden Brüdern Joseph Wenzel und Johann Anton und ihm zu einem Vergleich. Darin verzichtete er gemeinsam mit seinen Brüdern zugunsten des Majoratsherrn auf alle Vorrechte, die sich aus dem Testament seines Onkels dritten Grades Fürst Hans Adam I. ableiten ließen. Die Philippinischen Brüder akzeptierten die Einbeziehung der meisten Güter, Immobilien und wesentlicher Teile der fürstlichen Gemäldegalerie und der Allodialbibliothek in die liechtensteinische Primogenitur. Auf diese Weise wurden die Rechte der Primogenitur im Sinne der Erbeinigung von 1606 vollumfänglich wiederhergestellt. Als Gegenleistung für die Abtretungen erhielten seine Brüder und er jährlich 36.000 Gulden. Am 21. Mai 1723 trat Liechtenstein in den Malteser-Orden ein und reiste nach Malta.
Nach dem Tod seines jüngeren Bruders Johann Anton 1724 erbte er dessen Herrschaft Liptau-Hradek im Komitat Liptau, die er 1731 verkaufte. Da auch der einzige Sohn seines älteren Bruders ein Jahr zuvor verstorben war, drohte der Philippinische Zweig des Hauses Liechtenstein zu erlöschen. Daher kehrte er von Malta zurück und heiratete am 14. Januar 1726 in Wien Gräfin Maria Antonia von Dietrichstein (1706–1777), Tochter des Grafen Karl Ludwig von Dietrichstein (1676–1732) und dessen Gattin Maria Theresia, geborene Gräfin von und zu Trauttmansdorff-Weinsberg (1676–1733). Aus der Ehe gingen schließlich dreizehn Kinder hervor.
Später trat er in das Kürassierregiment Jung-Savoyen über, in dem er zwischen 1730 und 1732 als Oberstleutnant diente. 1732 erwarb er die Herrschaft Loosdorf. Aus dem Militärdienst ausgetreten, wurde er ab 1736 Obersthofmeister der Kaiserin Amalie Wilhelmine. 1737 erfolgte seine Ernennung zum Geheimen Rat. 1743 nahm er an der Krönung Maria Theresias zur Königin von Böhmen in Prag teil. Zwischen 1748 und 1751 ließ er Schloss Loosdorf neu gestalten und die Schlosspfarrkirche errichten.
Mit dem Tod des regierenden Fürsten Johann Nepomuk Karl 1748 kam die Regentschaft und das Majorat des Hauses Liechtenstein an seinen älteren Bruder Joseph Wenzel. Aufgrund hausrechtlicher Vereinbarungen gelangte dadurch das philippinische Fideikommiss bestehend aus der Herrschaft Lundenburg an ihn. Am 20. März 1751 kam es zwischen den beiden Brüdern zum Tausch, wobei Liechtenstein für das abgetretene Lundenburg die Herrschaft Mährisch Kromau (Kleines Majorat) erhielt. 1756 kaufte er die Herrschaft Hagendorf. 1762 ließ er zum Dank der Genesung seiner Gattin in Herrnbaumgarten eine Kapelle errichten.
Liechtenstein verstarb am 15. Januar 1771 in Wien. Sein Leichnam wurde nach Wranau überführt und in der Familiengruft bestattet.

## Nachkommen

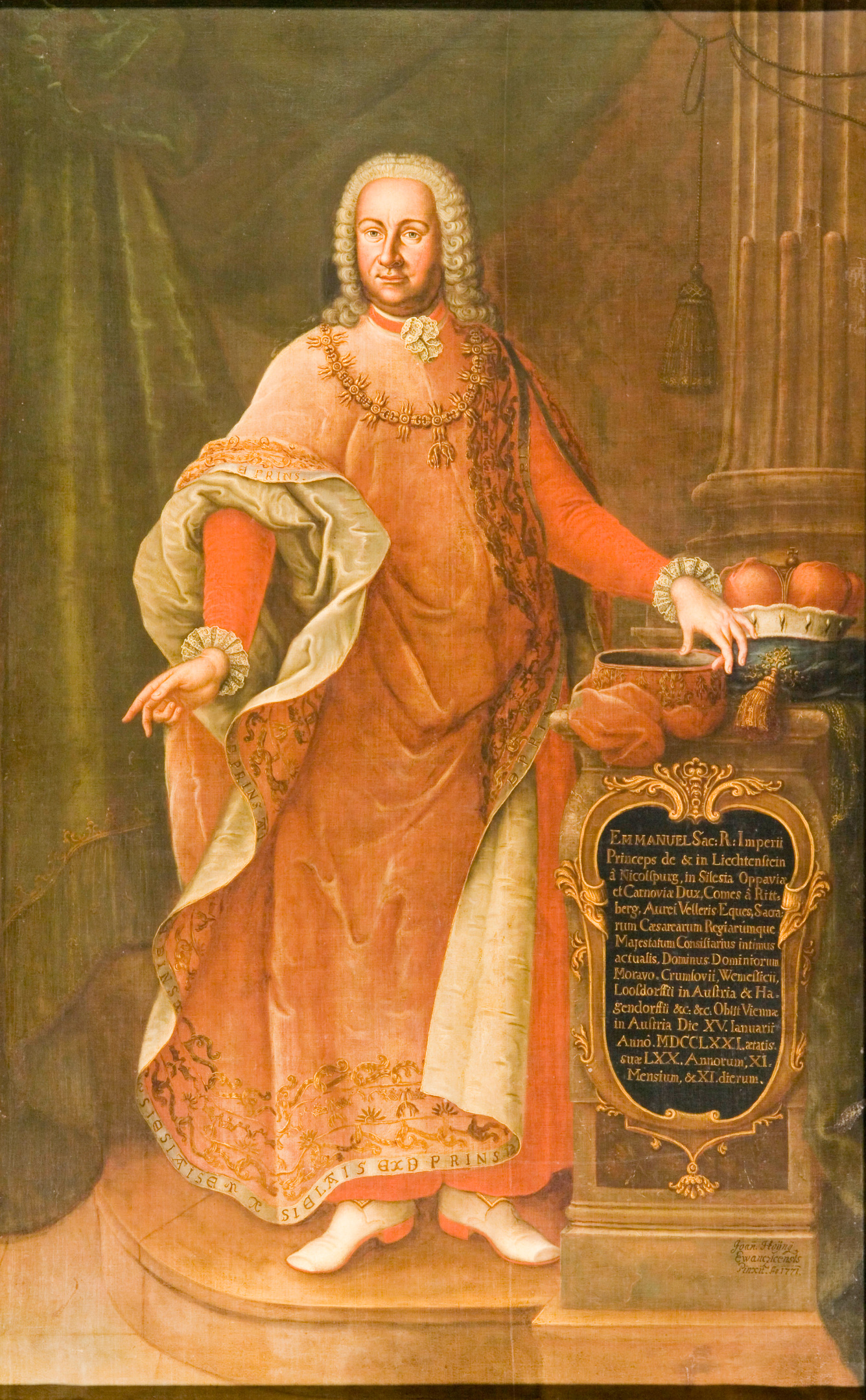
Emanuel von Liechtenstein (Gemälde von Johannes Hoyny 1771)

- Franz Joseph I. (* 19. November 1726; † 18. August 1781) ⚭ 1750 Gräfin Leopoldine von Sternberg (1733–1809)
- Karl Borromäus (* 29. September 1730; † 21. Februar 1789) ⚭ 1761 Fürstin Eleonore zu Oettingen-Spielberg (1745–1812)
- Philipp (* 8. September 1731; † 6. Mai 1757), unverheiratet
- Joseph (* 24. August 1732; † 20. Dezember 1738)
- Johann (* 2. März 1734; † 18. Februar 1781), unverheiratet
- Anton (* 22. Juni 1735; † 6. Mai 1737)
- Joseph Wenzel (* 28. Juni 1736; † 20. März 1739)
- Amalia (* 11. August 1737; † 20. Oktober 1787) ⚭ 1754 Fürst Johann Sigismund Friedrich von Khevenhüller-Metsch (1732–1801)
- Maria Anna (* 15. Oktober 1738; † 29. Mai 1814) ⚭ 1754 Graf Emanuel Philibert von Waldstein (1731–1775)
- Franziska (* 27. November 1739; † 17. Mai 1821) ⚭ 1755 Fürst Charles Joseph von Ligne (1735–1814)
- Christina (* 1. September 1741; † 30. April 1819) ⚭ 1761 Graf Franz Ferdinand Kinsky von Wchinitz und Tettau (1738–1806)
- Maria Theresia (* 1. September 1741; † 30. Juni 1766) ⚭ 1763 Graf und später Fürst Karl Hieronymus Pálffy von Erdöd (1735–1816)
- Joseph Leopold (* 21. Januar 1743; † 31. Dezember 1771), unverheiratet

## Auszeichnungen
- 1749: 721. Ritter des Ordens vom Goldenen Vlies